# 石井宏
石井宏（1939年—）是一名日本男子游泳运动员。他在1960年夏季奥林匹克运动会中，参加了男子4x200米自由泳比赛并获得银牌。他也参加了1958年亚洲运动会，获得男子1500米自由泳的银牌。